# Tu es là au rendez-vous
Albums de Pierre Bachelet
20 ans Quelque part... c'est toujours ailleurs
Tu es là au rendez-vous est le 3e album enregistré en public de Pierre Bachelet, sorti en 1988 chez AVREP.
Il contient des extraits des concerts donnés lors de la tournée qui a suivi l'album Vingt ans. Il comprend 3 chansons inédites : Tu es là (souvent reprise par la suite sous le titre Tu es là au rendez-vous), Dernier bal et Je suis craquant (un texte de Jacques Rosny).

## Liste des titres
| No  | Titre                  | Paroles          | Musique                                          | Durée |
| --- | ---------------------- | ---------------- | ------------------------------------------------ | ----- |
| 1.  | Tu es là               | Jean-Pierre Lang | Pierre Bachelet                                  | 3:33  |
| 2.  | Mais moi j'ai rien dit | Jean-Pierre Lang | Pierre Bachelet                                  | 3:56  |
| 3.  | Reviens chez nous      | Jean-Pierre Lang | Pierre Bachelet                                  | 3:18  |
| 4.  | C'est pour elle        | Jean-Pierre Lang | Pierre Bachelet                                  | 4:54  |
| 5.  | Je suis craquant       | Jacques Rosny    |                                                  | 3:17  |
| 6.  | Les Corons             | Jean-Pierre Lang | Pierre Bachelet                                  | 3:54  |
| 7.  | Embrasse-la            | Jean-Pierre Lang | Pierre Bachelet                                  | 3:24  |
| 8.  | Des Nouvelles de vous  | Jean-Pierre Lang | Pierre Bachelet                                  | 2:54  |
| 9.  | Quand l'enfant viendra | Jean-Pierre Lang | Pierre Bachelet                                  | 3:34  |
| 10. | En l'an 2001           | Jean-Pierre Lang | Pierre Bachelet                                  | 4:46  |
| 11. | Marionnettiste         | Jean-Pierre Lang | Pierre Bachelet                                  | 4:47  |
| 12. | Dernier bal            | Jean-Pierre Lang | Pierre Bachelet - Bernard Levitte - Guy Matteoni | 6:54  |
| 13. | 20 ans                 | Jean-Pierre Lang | Pierre Bachelet                                  | 5:18  |
| 14. | Tu es là               | Jean-Pierre Lang | Pierre Bachelet                                  | 1:08  |

## Single extrait de l'album
- Tu es là au rendez-vous / Tu es là au rendez-vous (live)